# Pocket GT
Pocket GT (ポケットGT?) conocido como Pocket Racing en Europa, es un videojuego de carreras desarrollado y publicado por MTO para Game Boy Color en el año 1999 en Japón y en el año 2000 en Europa por Virgin Interactive. El juego iba a ser lanzado en Norteamérica por Interplay pero cancelado por razones desconocidas. Es el primer juego de la serie GT de MTO.

## Jugabilidad
El juego cuenta con carreras en un entorno 2.5D en 32 pistas que se extienden a lo largo de 4 áreas.
Hay 32 coches para personalizar a medida que se avanza, como cambiar el color del coche, cada coche reacciona de forma diferente. El tuning del coche altera aún más la capacidad de manejo.
Además cuenta con tres modos de juego: GT, Time Attack y enlace de dos jugadores.

## Secuelas
Pocket GT tuvo varias secuelas exclusivas para consolas de Nintendo:

### Game Boy Advance
- GT Advance Championship Racing (2001)
- GT Advance 2: Rally Racing (2001)
- GT Advance 3: Pro Concept Racing (2002)

### GameCube
- GT Cube (2003)

### Wii
- GT Pro Series (2006)